# Mairena (Granada)

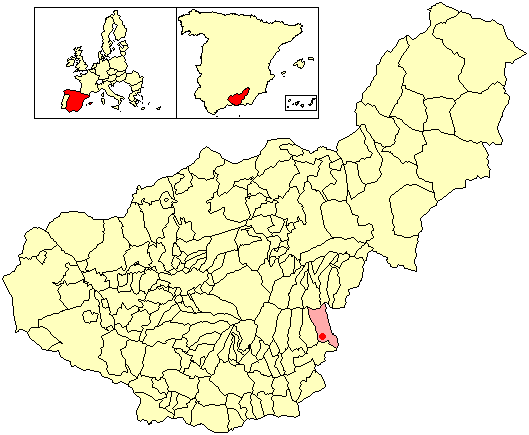
Situación de Mairena respecto al término municipal de Nevada, en la provincia de Granada.

Mairena es una entidad local (EATIM) española del municipio de Nevada, perteneciente a la provincia de Granada, en la comunidad autónoma de Andalucía. Está situada en la parte oriental de la comarca de La Alpujarra.

## Historia
El topónimo Mairena deriva a través del árabe andalusí de Mariana, nombre de una villa o cortijo de época romana formado a partir del nombre de su dueño (Marius), que posteriormente se pronunció *Mairana. Mairena era un municipio independiente con el anejo de Júbar hasta 1972, cuando se unió a Laroles y Picena para constituir un nuevo municipio: Nevada.

## Demografía
| Gráfica de evolución demográfica de Mairena entre 1842 y 1970 |
| |
| Población de derecho según los censos de población del INE Población de hecho según los censos de población del INEEn 1972 este municipio desaparece porque se agrupa en el municipio Nevada |